# Saint-Mury-Monteymond
Saint-Mury-Monteymond és un municipi francès situat al departament de la Isèra i a la regió d'Alvèrnia-Roine-Alps. L'any 2007 tenia 343 habitants.

## Demografia

### Població
El 2007 la població de fet de Saint-Mury-Monteymond era de 343 persones. Hi havia 120 famílies de les quals 24 eren unipersonals (12 homes vivint sols i 12 dones vivint soles), 32 parelles sense fills, 60 parelles amb fills i 4 famílies monoparentals amb fills.
La població ha evolucionat segons el següent gràfic:
Habitants censats

### Habitatges
El 2007 hi havia 162 habitatges, 122 eren l'habitatge principal de la família, 28 eren segones residències i 12 estaven desocupats. 156 eren cases i 6 eren apartaments. Dels 122 habitatges principals, 89 estaven ocupats pels seus propietaris, 29 estaven llogats i ocupats pels llogaters i 4 estaven cedits a títol gratuït; 1 tenia dues cambres, 13 en tenien tres, 34 en tenien quatre i 74 en tenien cinc o més. 109 habitatges disposaven pel capbaix d'una plaça de pàrquing. A 35 habitatges hi havia un automòbil i a 86 n'hi havia dos o més.

### Piràmide de població
La piràmide de població per edats i sexe el 2009 era:
| Homes | Edats   | Dones |
| ----- | ------- | ----- |
| 0     | 95 o +  | 0     |
| 0     | 90 a 94 | 0     |
| 0     | 85 a 89 | 0     |
| 0     | 80 a 84 | 0     |
| 4     | 75 a 79 | 0     |
| 8     | 70 a 74 | 4     |
| 12    | 65 a 69 | 12    |
| 0     | 60 a 64 | 0     |
| 4     | 55 a 59 | 4     |
| 8     | 50 a 54 | 12    |
| 16    | 45 a 49 | 0     |
| 20    | 40 a 44 | 16    |
| 12    | 35 a 39 | 20    |
| 12    | 30 a 34 | 28    |
| 8     | 25 a 29 | 8     |
| 0     | 20 a 24 | 0     |
| 16    | 15 a 19 | 12    |
| 12    | 10 a 14 | 12    |
| 16    | 5 a 9   | 16    |
| 16    | 0 a 4   | 16    |

## Economia
El 2007 la població en edat de treballar era de 238 persones, 173 eren actives i 65 eren inactives. De les 173 persones actives 166 estaven ocupades (83 homes i 83 dones) i 7 estaven aturades (4 homes i 3 dones). De les 65 persones inactives 22 estaven jubilades, 24 estaven estudiant i 19 estaven classificades com a «altres inactius».

### Ingressos
El 2009 a Saint-Mury-Monteymond hi havia 128 unitats fiscals que integraven 358 persones, la mediana anual d'ingressos fiscals per persona era de 21.393 €.

### Activitats econòmiques
Dels 5 establiments que hi havia el 2007, 2 eren d'empreses de construcció, 1 d'una empresa de serveis i 2 d'entitats de l'administració pública.
Dels 2 establiments de servei als particulars que hi havia el 2009, 1 era un paleta i 1 lampisteria.
L'any 2000 a Saint-Mury-Monteymond hi havia 12 explotacions agrícoles.

## Equipaments sanitaris i escolars
El 2009 hi havia una escola maternal integrada dins d'un grup escolar amb les comunes properes formant una escola dispersa.

## Poblacions més properes
El següent diagrama mostra les poblacions més properes.